# Antoni Etchegaray
Pour les articles homonymes, voir Etchegaray.
Pas d'image ? Cliquez ici

a Compétitions nationales et continentales officielles uniquement.

Dernière mise à jour le 24 février 2012.
 Antoni Etchegaray, né le 15 mars 1986, est un joueur de rugby à XV français qui évolue au poste de deuxième ligne.